# شارلي مينكين
شارلي مينكين ( 13 نوفمبر 1981) هي لاعبة جودو أولمبية أمريكية. فازت بثلاثة ألقاب وطنية (2000 و 2002 و 2004)، وفازت بالميدالية الفضية في فئة الوزن الخفيف الوزن نصف سيدات (-52 كجم) في ألعاب أمريكا لعام 2003. في عام 2011 فازت بالميدالية الذهبية في بطولة الجوجيتسو البرازيلية في بطولة IBJJF Pan Am.

## النشأة والشخصية
ولد مينكين في هاف مون باي بكاليفورنيا. هي يهودية،" بات ميتزفه، تتردد على مجمع بيت إسرائيل يهودا في سان فرانسيسكو. والدتها كارولين مينكين (الحزام الأسود)، والدها:"جرين بيريت السابق" ستيفن مينكين، توفي في حادث تحطم طائرة عندما كان عمرها خمس سنوات، ولديها ثلاثة أشقاء، زيزا وبن ودافينا (تدربت في إسرائيل لمدة عام مع صاحبة الميدالية الأولمبية "ياعيل عراد").التحقت بمدرسة برانديز هيليل النهارية في سان فرانسيسكو. ثم التحقت بجامعة كولورادو كولورادو سبرينغز.

## إحتراف الجودو
تم تدريب مينكين من قبل إد ليدي.و فازت بالميدالية الفضية في بطولة أمريكا تحت 20 سنة (-52 كجم) عام 1998. فازت مينكين بثلاثة ألقاب وطنية (2000 ، 2002 (حيث فازت أختها الكبرى دافينا بالميدالية الذهبية 57 كجم) ، و 2004 ؛ -52 كجم)) وخمسة ألقاب قاري ة. فازت مينكين بالميدالية الفضية في فئة نصف الوزن الخفيف للسيدات (-52 كجم) في ألعاب عموم أمريكا لعام 2003 في سانتو دومينجو، جمهورية الدومينيكان. مثلت بلدها الأصلي في سن 22 عامًا في دورة الألعاب الأولمبية الصيفية لعام 2004 في وزن 52 كجم سيدات في أثينا، اليونان.

## الحياة المهنية بعد الجودو
في عام 2005 ، بدأت حياتها المهنية كمدربة شخصية. وفي عام 2007 ، بدأت مينكين العمل كعميل شرطة في ليكوود كولورادو، قسم الشرطة.